# Hadendoas
Hadendoa (ou Hadendowa) é uma subdivisão nômade dos bejas, conhecida por seu apoio à Guerra Madista durante as décadas de 1880 a 1890. A área historicamente habitada pelos Hadendoa é hoje parte do Sudão, Egito e Eritreia.

## Etimologia
De acordo com Roper (1930), o nome Haɖanɖiwa é composto por haɖa, que significa "leão" e (n)ɖiwa, que significa "clã". Outras variantes são Haɖai ɖiwa, Hanɖiwa e Haɖaat'ar (filhos da leoa).

## Idioma
O idioma do povo Hadendoa é o Bedawi.

## História

Homem hadendoa (1913)

Os Beja-do-sul faziam parte do reino cristão de Axum durante os séculos VI a XIV. No século XV, a Islamização da região do Sudão derrubou Axum e, embora os bejas nunca tenham sido inteiramente convertidos, foram absorvidos pelo Islã através de casamentos e contratos comerciais. No século XVII, alguns dos Beja expandiram-se para o sul, conquistando melhores pastagens. Estes se tornaram os Hadendoa, que no século XVIII eram o povo dominante do leste do Sudão, e sempre em guerra com a tribo dos Bixarins.
Uma extensa pesquisa antropológica foi feita sobre as tribos egípcias no final de 1800 e um número de crânios de pessoas da tribo Hadendoa foram levados para o Royal College of Surgeons para serem medidos e estudados
Os Hadendoa eram tradicionalmente um povo pastoreiro, governado por um chefe hereditário, chamado Ma'ahes. Um dos chefes mais conhecidos era um general Madista chamado Osman Digna. Ele liderou-os nas batalhas, de 1883 a 1898, contra o Sudão Anglo-Egípcio. Lutaram contra a infantaria britânica em muitas batalhas, como na Batalha de Tamai em 1884 e na Batalha de Tofrek em 1885 e ganharam reputação por sua selvageria. Após a reconquista do Sudão Anglo-Egípcio (1896–1898), os Hadendoa aceitaram a nova liderança sem questionar.
Na Segunda Guerra Mundial, os Hadendoa se aliaram aos britânicos contra os italianos que, por sua vez, eram apoiados pela tribo Beni-Amer.

## Na cultura popular
Seu estilo de cabelo ganhou o nome de Fuzzy-Wuzzy entre as tropas britânicas durante a Guerra Madista, após a guerra, Rudyard Kipling escreveu o poema com o mesmo nome.